# Abasola sarea
Abasola sarea is een hooiwagen uit de familie Travuniidae. De wetenschappelijke naam van Abasola sarea gaat  terug op Roewer.